# Д’Эстре, Сезар
Сезар д'Эстре (фр. César d'Estrées; 5 февраля 1628, Париж, королевство Франция — 18 декабря 1714, там же) — французский кардинал, церковный деятель и дипломат. Епископ Лана с 30 августа 1655 по 2 июня 1681. Камерленго Священной Коллегии кардиналов с 12 января 1682 по 11 января 1683. Кардинал in pectore с 24 августа 1671 по 16 мая 1672. Кардинал-священник с 16 мая 1672, с титулом церкви Санта-Мария-ин-Виа с 8 августа 1672 по 28 января 1675. Кардинал-священник с титулом церкви Сантиссима-Тринита-аль-Монте-Пинчо с 28 января 1675 по 15 сентября 1698. Кардинал-епископ Альбано с 15 сентября 1698 по 18 декабря 1714.  

## Биография
Третий сын герцога Франсуа-Аннибаля д'Эстре, маршала Франции, и Мари де Бетюн-Шаро, умершей при родах.
Едва получив степень доктора теологии в Сорбонне, был назначен Людовиком XIV епископом Ланским, герцогом и пэром Франции в феврале 1653, рукоположён в сентябре 1655. В 1658 году стал членом Французской академии, где позднее был дуайеном. В 1660 году принял участие в ассамблее духовенства.
Через несколько лет по приказу короля и с согласия папы стал посредником между нунцием, представлявшим интересы Рима, и  епископами Павийоном Алетским, Бюзанвалем Бовезским, Коле Памьерским и Арно Анжерским, отказывавшимися подписывать осуждение янсенистов. Проявив немалую ловкость, сумел достичь согласия или, по, крайней мере, его подобия во французской церкви.
Вместе с другими пэрами, находившимися при королевском дворе, подписал памятную записку, представленную королю в январе 1664, в поддержку претензии на право высказывать мнение в Парламенте сразу после принцев крови и перед президентом.
В следующем году подписал договор о браке мадемуазель де Немур, своей внучатой племянницы, с герцогом Карлом Эммануэлем Савойским, а в 1666 году её младшей сестры с Афонсу VI Португальским, и сопровождал принцессу в Лиссабон.
В награду за помощь нунцию 24 августа 1671 возведён Климентом X в сан кардинала in pectore, с официальным объявлением об этом 16 мая следующего года.
В 1676 году стал протектором португальских дел при папском дворе, несмотря на то, что был иностранцем. В том же году участвовал в конклаве, избравшем Иннокентия XI. Вернулся во Францию в 1677 году, через полгода был направлен в Мюнхен договариваться о браке дофина с принцессой Баварской. Вернулся во Францию в 1679 году.
Отказался от епископства в пользу племянника Жана д'Эстре (1681), сохранив пенсион в 3000 ливров, который ежегодно передавал основанному им госпиталю в Лане.
В 1682 году снова был направлен в Рим как представитель короля в деле о регалии и для отстаивания интересов Галликанской церкви. В это время послом в Вечном городе был его брат герцог д'Эстре, умерший в 1687 году, после чего Сезар остался в одиночку представлять французские интересы.
Иннокентий XI умер 12 августа 1689 и д'Эстре, бывший тогда единственным министром при папском дворе, принял участие в конклаве, на котором, вместе с другими кардиналами своей нации, в большой степени способствовал избранию Александра VIII 6 октября. В том же году вернулся во Францию, где принёс присягу как командор ордена Святого Духа, пожалованного ему 31 декабря 1688.
Отправился в Рим на конклав, где был избран Иннокентий XII (12.07.1691), и два года вместе с кардиналом Жансоном вёл с папским двором переговоры о французских церковных делах, удачно закончившиеся в 1692 году.

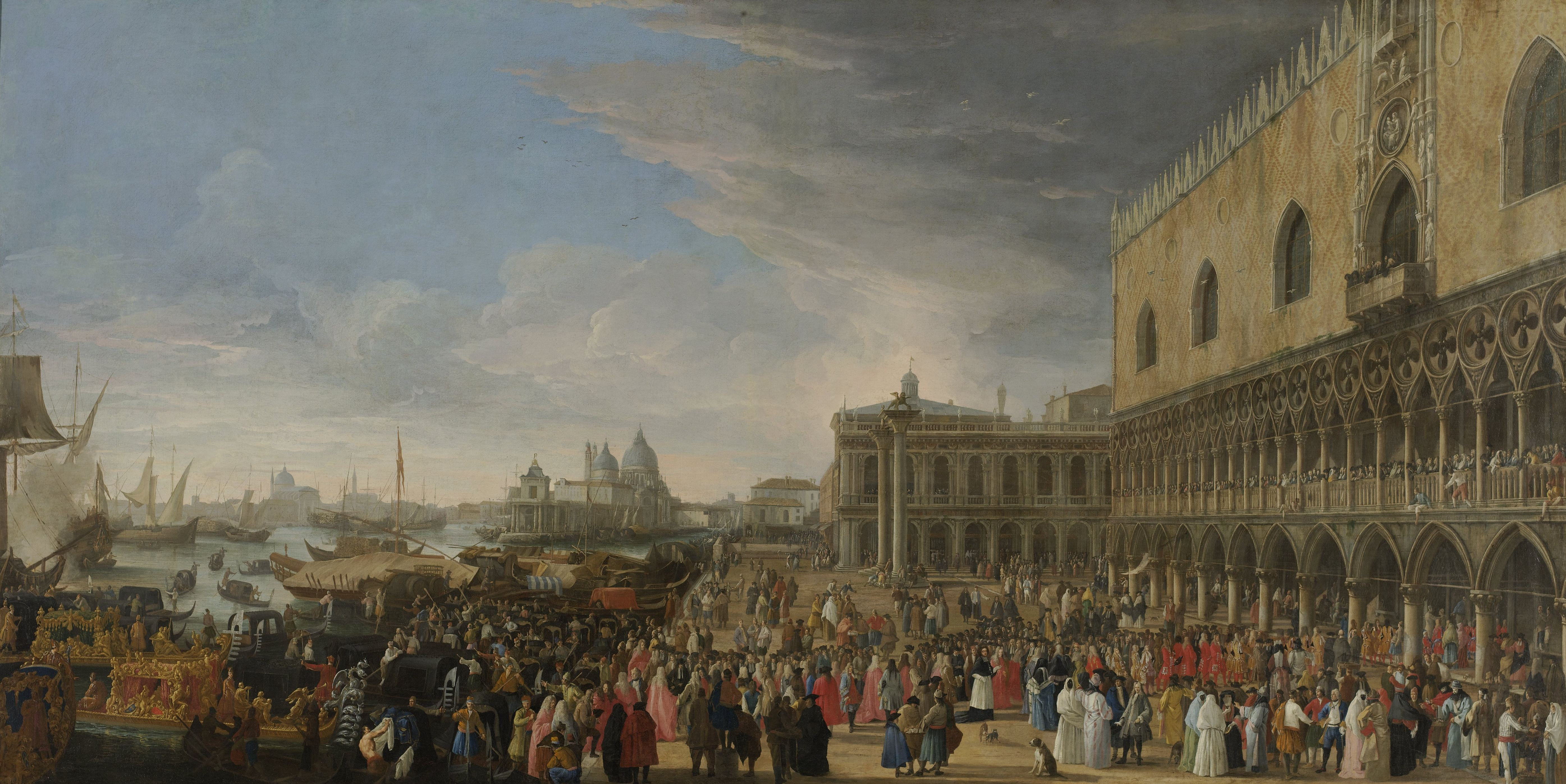
Лука Карлеварис, Приём кардинала Сезара д'Эстре в Венеции в 1706 году, Амстердам, Рейксмюсеум

В начале 1700 года болезнь папы заставила Сезара в последний раз приехать в Рим на конклав, где был избран Климент XI (23.11.1700). Королевским приказом он был оставлен в Италии для проведения переговоров с Венецией и другими государствами. Затем получил распоряжение следовать в Испанию к Филиппу V, чтобы помочь его министрам в решении государственных вопросов.
Вернулся во Францию в 1703 году, в том же году стал аббатом-коммендатарием Сен-Жермен-де-Пре, где и умер в 1714 году.
Кроме этого был аббатом Лон-Пона, Ле-Мон-Сент-Элуа, Сен-Никола-о-Буа, Стаффарды в Пьемонте, Сен-Клода во Франш-Конте и Аншена близ Дуэ. Являлся протектором Суассонской академии (1668) и членом римской академии делла Круска (8.07.1706).